# Bibliothèque nationale et universitaire d'Islande
La bibliothèque nationale et universitaire d'Islande est la principale bibliothèque d'Islande. Elle a été créée le 1er décembre 1994 par la fusion de la bibliothèque nationale (créée en 1818) et de la bibliothèque universitaire (créée en 1940).